# Juso-Schüler*innen- und Auszubildenden-Gruppe
| Logo                | Logo                  |
| ------------------- | --------------------- |
|                     |                       |
| Basisdaten          |                       |
| Bundeskoordination: | derzeit nicht besetzt |

Die Juso-Schüler*innen- und Auszubildenden-Gruppe (Kurzbezeichnung: JSAG; vereinzelt auch nur Juso-Schüler*innen) ist die Schüler- und Auszubildendenorganisation der Arbeitsgemeinschaft der Jungsozialistinnen und Jungsozialisten in der SPD in Deutschland.

## Profil
Die Juso-Schüler*innen- und Auszubildenden-Gruppe sieht sich politisch wie die Jusos dem linken Meinungsspektrum zugehörig. Sie ist eine offene Schüler- und Auszubildendenorganisation, bei der auch Schüler und Auszubildende Mitglied werden können, die weder in der SPD noch bei den Jusos aktiv sind. Ihrer Ansicht nach soll jeder unabhängig von sozialer Herkunft, Nationalität, Sexualität oder Religion an Bildung teilhaben können. Ziele sind unter anderem die Abschaffung der Privatschulen, Abschaffung von Noten und ein allgemeines Verbot von sicherheits- und bildungspolitischen Auftritten der Bundeswehr an öffentlichen Schulen. Darüber hinaus treten die JSAG unter anderem für den Fortschritt der Digitalisierung an Schulen, eine Mindestausbildungsvergütung, kostenloses Mittagessen in Schulen, Fahrtkostenerstattung für den Schulweg sowie das Wahlrecht ab 16 Jahren ein.

## Geschichte
| Legislatur | Koordinatoren                                  | Landes-/Bezirksverbände                                                   |
| ---------- | ---------------------------------------------- | ------------------------------------------------------------------------- |
| 2010–2011  | Taner Ünalgan Josefine Geib                    | Nordrhein-Westfalen Baden-Württemberg                                     |
| 2011–2012  | Taner Ünalgan Josefine Geib Valentin Blumert   | Nordrhein-Westfalen Baden-Württemberg                                     |
| 2012–2013  | Josefine Geib Sercan Alkaya                    | Baden-Württemberg Bremen                                                  |
| 2013–2014  | Johanna Ferber Ferdinand Lange Bastian Strüber | Rheinland-Pfalz Berlin Niedersachsen                                      |
| 2014–2015  | Maximilian Kratz Rhonda Thieves Conrad Busse   | Nordrhein-Westfalen Hessen-Süd Mecklenburg-Vorpommern                     |
| 2015–2016  | Rhonda Thieves René Baldeau Oliver von Ganski  | Hessen-Süd Bayern Niedersachsen                                           |
| 2016–2017  | Lena Thielecke René Baldeau Oliver von Ganski  | Brandenburg Bremen Niedersachsen                                          |
| 2017–2018  | Sandro Mochan Lilly Blaudszun Georg Fedorov    | Berlin Mecklenburg-Vorpommern Thüringen                                   |
| 2018–2019  | Lilly Blaudszun Georg Fedorov Sandro Mochan    | Mecklenburg-Vorpommern Thüringen Berlin                                   |
| 2019–2020  | Nadja Fakesch Niko Neuhöfer Hatice Sit         | Baden-Württemberg Nordrhein-Westfalen Niedersachsen (Bezirk Braunschweig) |

Die Juso-Schüler*innen- und Auszubildenden-Gruppe erscheint in der Geschichte der Jusos immer wieder. Gerade in den 1970er Jahren, in denen die politischen Jugendrichtungsverbände einem Mitgliederansturm ausgesetzt waren, existierten viele Schüler(-Projekt)-Gruppen, als noch keine klaren Strukturen geschaffen waren. 1. Bundessekretär war Joachim Hofmann-Göttig, der spätere Oberbürgermeister von Koblenz. Verantwortlich für die Schülerarbeit des Juso-Bundesvorstands war von 1974 bis 1976 Rudolf Scharping. Bei den Jusos waren 1975 ca. 50.000 Schüler aktiv und mit ungefähr 500 Schülergruppen waren die Juso-Schüler die größte Schülerorganisation. Damals wurde fast ausschließlich der Name Juso Schüler verwendet, während in neuerer Zeit die „gegenderte“ Form verwendet wird. Heute wie damals steht sie gegenüber der Schüler Union und den Liberalen Schülern.
Im November 2004 trafen sich aus jedem Juso-Landesverband bis zu drei Personen in Hannover, um die inhaltlichen Strukturen und Positionen zu beschließen und die JSAG wieder zu beleben.
Seit 2010 befinden sich die JSAG-Gruppen wieder im Aufbau. Seitdem wird jährlich ein Basis- und Wahlkongress abgehalten, zur Erarbeitung von Inhalten und zur Beschlussfassung und Wahl einer Bundeskoordination.
Seit dem Bundeskongress der Jusos am 28. November 2020 gibt es keine Koordination auf Bundesebene mehr. Seitdem ist ein Mitarbeiter des Juso-Bundesbüro Ansprechpartner für die Landesverbände der JSAG. Bisher war die Koordination auf Bundesebene ein Projekt des Juso-Bundesvorstands, welches jährlich verlängert wurde.

## Innere Struktur
Die Juso-Schüler*innen- und Auszubildenden-Gruppe organisiert sich innerhalb der Jusos und der SPD, agiert aber selbständig. Der Verbandsaufbau orientiert sich an dem der Jusos, von denen sie finanziert wird. Das höchste beschlussfassende Gremium ist die Wahlkonferenz. Diese wählt eine Bundeskoordination und bestimmt das Arbeitsprogramm. Es existiert jedoch kein Bundesverband, da das Schulwesen Sache der einzelnen Bundesländer ist. In fast allen deutschen Bundesländern existieren Landesverbände oder Bezirke der JSAG. Die Landesverbände weisen teilweise eine recht unterschiedliche Struktur und politische Orientierung auf, wollen jedoch nach Möglichkeit eine gemeinsame Position vertreten.
Die JSAG werden von einer sogenannten Bundeskoordination angeführt, welche aus drei gleichberechtigten Mitgliedern besteht. Diese stammen meist aus den mitgliederstarken Landesverbänden, da diese von Haus aus mehr Stimmen mitbringen – jedoch gibt es keine festen Regularien zum Regionalproporz in der Koordination. Die Bundeskoordination ist im Bundesvorstand der Jusos sowie in der AG Bildung der Bundestagsfraktion vertreten und hält themenorientiert einen engen Kontakt zu den Juso-Hochschulgruppen.
Die Bundeskoordination wird vom Wahlkongress gewählt. Dieser findet jährlich statt und dient auch zur Beschlussfassung von Anträgen. Antragsberechtigt sind Landesverbände und Bezirke mit JSAG-Strukturen. Rede- und Stimmrecht haben entsprechend nur die Delegierten auf dem Wahlkongress. Die Delegierten werden von den Landesverbänden und Bezirken entsandt. Aufgrund der noch nicht gefestigten Strukturen, gibt es Landesverbände und Bezirke, in denen der Landesvorstand der Jusos die Delegierten entsendet. Für den Wahlkongress gilt der Bundesausschuss-Schlüssel der Jusos.

## Landesverbände
Es gibt 14 aktive Landesverbände und Bezirke, welche sich in den Flächenländern der Bundesrepublik Deutschland wiederum in Verbände entsprechend der Stadt- und Landkreise gliedern. In Erscheinung treten große Verbände meist nur in Stadtstaaten oder Großstädten. Aufgrund der Ermangelung etwaiger Organisationsstrukturen fehlt es an Gliederungen der Verbände im ländlichen Raum. Die Landesverbände der JSAG vertreten im Allgemeinen die Positionen der jeweiligen Juso-Landesverbände.

## Bekannte Ehemalige
- Joachim Hofmann-Göttig, der ehemalige Oberbürgermeister von Koblenz
- Gerhard Schröder, Bundeskanzler a. D.
- Mahmut Özdemir, MdB
- Rudolf Scharping, Verteidigungsminister a. D.
- Jan Lichtwitz, ehemaliger IUSY-Vize-Präsident